# Aphrodisiakum
Ein Aphrodisiakum (Mehrzahl: Aphrodisiaka) ist ein Wirkstoff zur Belebung oder Steigerung der Libido. Er wirkt spezifisch reizend und anregend auf das sexuelle Verlangen, das sexuelle Lustempfinden sowie manchmal auch auf die Geschlechtsorgane. Der Name kommt aus dem Griechischen (τἁ Ἀφροδίσια, „Liebesgenuss“) und ist von Aphrodite abgeleitet, der Göttin der Liebe, der zu Ehren der Aphrodite-Kult das Fest Aphrodisia feierte und nach der die antike Stadt Aphrodisias benannt war. Ein gegensätzlich wirkendes Mittel wird Anaphrodisiakum genannt.

## Geschichte
Weltweit wurde im Laufe der Jahrhunderte über 500 tierischen, pflanzlichen und mineralischen Substanzen zeitweise eine luststeigernde Wirkung nachgesagt.

### Antike
Der Göttin Aphrodite waren viele würzige Kräuter und wohlduftende Pflanzen mit erotisierender oder berauschender Wirkung geweiht. Zu den vielen Pflanzen, deren aphrodisische Wirkung in der Antike geschätzt wurde, gehören etwa die Alraune (Mandragora officinalis), Sauerampfer (Rumex Acetosa), der Safrankrokus (Crocus sativus), die Erdscheibe (Cyclamen graecum), die Meeres- oder Stranddistel (Eryngium maritimum) und die Falzblume (Teucrium micropodioides, syn. Micropus erectus). Auch Wein wurde gern in Mischung mit anderen Rauschmitteln als Aphrodisiakum benutzt. Weit verbreitet war auch im alten Ägypten die Anwendung von aphrodisischen Pflanzen, wo man sie mit Hathor, der (ägyptischen) „Göttin der Liebe“, in Verbindung brachte.
Vorwiegend auf Zauberwirkung beruhende geschlechtstrieb- und potenzsteigernde Pharmaka wurden im Unterschied zu den natürlichen Aphrodisaka in der Antike auch als griechisch Philtron und lateinisch amatorium bezeichnet.

### Mittelalter und Frühe Neuzeit
In der Vergangenheit galten etliche Zauberpflanzen, beispielsweise Grünkohl (Brassica oleracea var. sabellica), Petersilie, Löffelkraut und andere Kräuter sowie Gewürze wie die Muskatnuss, als Aphrodisiakum bzw. Liebeskraut. Sogar die Tomate (Solanum lycopersicum) wurde in Amerika näher in Betracht gezogen („Liebesapfel“ oder „Paradiesapfel“).

### Gegenwart
Auch heute werden im Volksglauben oder in Pseudowissenschaften zahlreichen Pflanzen, Tieren, Drogen etc. Wirkungen als Aphrodisiakum nachgesagt, die z. B. als Gewürz, Nahrungs-, Stärkung- oder Potenzmittel, Parfüm, Kosmetika oder Schmuck verwendet werden. Einige Beispiele sind Asant, Camu-Camu, Hawaiianische Holzrose, Maca, Cantharidin, Spanische Fliege, Hormiga culona, Myrrhe oder Bibergeil. Für eine aphrodisierende Wirkung dieser Mittel gibt es allerdings keinen Beleg. Die Forschung der pharmazeutischen Industrie versuchte bis etwa 2010, luststeigernde Medikamente (beispielsweise CP-866,087 oder Flibanserin) zu entwickeln, deren Wirkungen in klinischen Studien nachgewiesen werden sollen. Allerdings wird nach Arzneipflanzen mit pharmakologisch getesteter aphrodisierender Eigenschaft gesucht.

## Substanzklassen

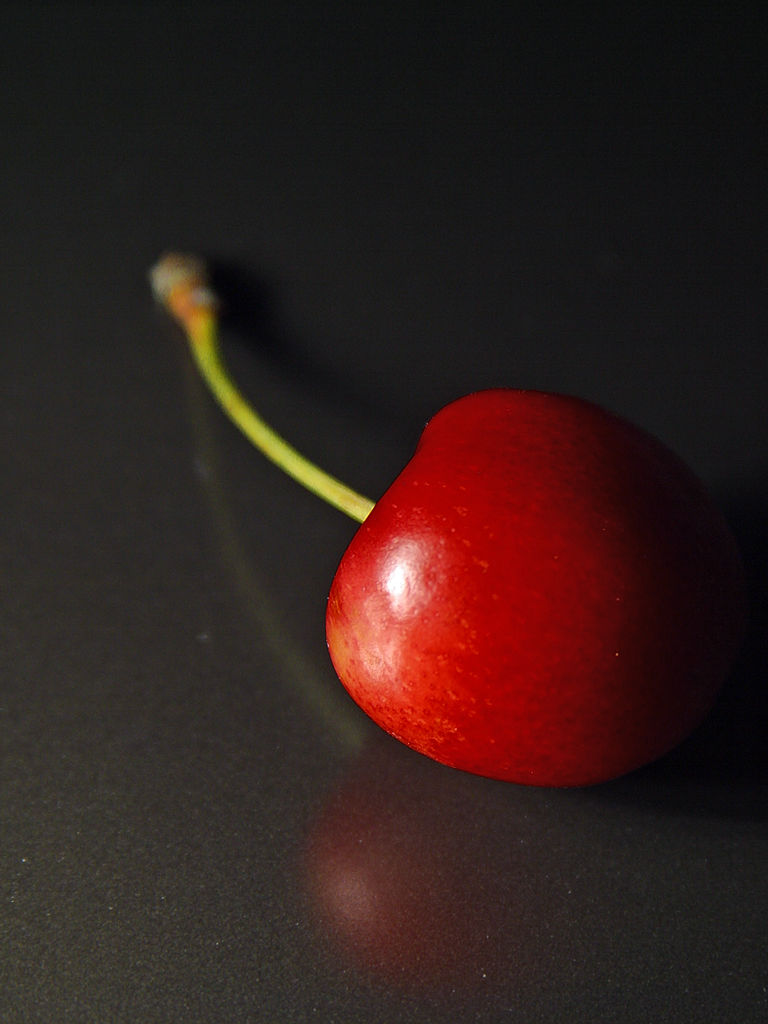
Kirsche als sinnliches Symbol

Viele Nahrungsmittel und Gewürze werden auf verschiedene Arten mit der menschlichen Sexualität verbunden. Zum Erzeugen einer intimen und sinnlichen Lust werden spezielle oder speziell zubereitete Nahrungsmittel wegen ihres Geruchs, Geschmacks, ihres Aussehens oder ihrer Beschaffenheit als Aphrodisiakum benutzt. Beispiele sind kandierte Früchte, Schlagsahne, geschmolzene Schokolade, Austern oder Spargel. Der Übergang zur Verführung und zum sexuellen Fetischismus ist dabei fließend. In einem Literaturreview fanden Forscher heraus, dass Ginseng, Safran und Yohimbin die Sexualfunktion verbessern und Muira Puama und Schokolade die Lust beim Menschen steigern kann.
Indien
Die traditionelle indische Heilkunst Ayurveda kennt aphrodisierende Liebesmittel und -gerichte, wie z. B. Ankota (Alangium salvifolium), Asvattha (Ficus religiosa), Bhallataka (Semecarpus anacardium), Girikarnika (Clitoria ternatea), Godhuma (Triticum aestivum), Goksura (Tribulus terrestris), Kapikacchhu (Mucuna pruriens), Karkatasrngi (Pistacia integerrima), Madhuka (Glycyrrhiza glabra), Munjataka (Orchis latifolia), Tila (Sesamum indicum).

## Drogen und Medikamente
Wenn die Steigerung der sexuellen Lust und Libido nicht die hauptsächliche Wirkung einer Substanz ist, zählt sie nicht zu den Aphrodisiaka. Dazu gehören alle Substanzen, Drogen und Medikamente zur Behandlung erektiler Dysfunktionen, wie etwa Viagra, Levitra, Tadalafil, Apomorphin, Alprostadil (Prostaglandin E1), Papaverin, Moxisylyt (auch Thymoxamin), da sie keine direkte luststeigernde Wirkung haben. Für die aphrodisierende Wirkung von Produkten aus belebenden oder stärkenden Pflanzen wie Ingwer, Kaffee, Catuaba, Guaraná, Tieguanyin, Muira Puama, Damiana, Ginseng oder Epimedium (Horny Goat Weed) gibt es keine eindeutigen wissenschaftlichen Belege. Bei z. B. Maca konnte eine aphrodisierende Wirkung widerlegt werden.

### Drogen mit aphrodisierender Nebenwirkung
Zu den Drogen und Medikamenten, die eine aphrodisierende Nebenwirkung haben können, gehören psychotrope Substanzen wie Alkohol, Cannabis, Methaqualon, GHB, MDMA oder Poppers, die auch konsumiert werden, um zu entspannen, das sexuelle Vergnügen zu steigern oder sexuelle Hemmungen zu verringern. Manche Drogen, wie etwa Kokain oder Amphetamine (Methamphetamin), haben eine dopaminerge Nebenwirkung.

### Aphrodisierende Drogen

3D-Animation des Melanotan-II-Peptid-Moleküls
(vergrößern)

Hormone wie DHEA (Dehydroepiandrosteron), Pheromone, Oxytocin, PEA (Phenethylamin), Estrogen, Testosteron, Serotonin, Dopamin, Progesteron, Prolactin oder Vasopressin beeinflussen das sexuelle Verhalten auf unterschiedliche Weise. Einen einzelnen Stoff, der als Aphrodisiakum wirkt und alle sexuellen Probleme löst, gibt es nicht. Die pharmazeutische Forschung entwickelt daher Medikamente um sexuelle Störungen zu behandeln, mit den Stoffen, die die Sexualität unterschiedlich beeinflussen.

#### Adrenerge

##### Rauwolscine
Rauwolscine (α-Yohimbin) ist ein Alkaloid der Schlangenwurz und ein Stereoisomer von Yohimbin mit aphrodisierender Eigenschaft.

##### Yohimbin
Yohimbin ist ein Alkaloid der Baumrinde Yohimbe, das oft als schwacher MAO-Inhibitor gilt, wofür es jedoch keine Belege gibt. Yohimbin ist Bestandteil einiger pharmazeutischer Potenzmittel wie z. B. Yocon, Yohimex, Aphrodyne oder Viritab. Yohimbin ist ein alpha-adrenerger Antagonist, durch den der Blutfluss der Genitalien beider Geschlechter und bei einigen Menschen die sexuelle Sensibilität und Erregung erhöht werden. Die Yohimbe-Baumrinde enthält neben Yohimbin weitere Alkaloide, die verschiedene Wirkungen wie rasenden Puls, Schwitzen oder Angstgefühl haben können. Deshalb sind Potenzmittel, die direkt aus der Yohimbe-Baumrinde hergestellt werden, mit Vorsicht zu sehen. In hohen Dosen können auch die pharmazeutischen Potenzmittel, die Yohimbin enthalten, solche Nebenwirkungen haben.

#### Androgene

##### Testosteron
Die Libido wird durch verschiedene Hormone, insbesondere durch Testosteron, beeinflusst. Bei Frauen in der Post-Menopause bzw. bei Männern über 60 mit einem verminderten Sexualtrieb, der mit einem geringen Testosteron-Niveau korreliert, können Testosteron-Präparate die Libido steigern. Eine überhöhte Dosis von Testosteron kann bei Frauen eine sexuelle Überaktivität auslösen. Bei Testosteron-Therapien wurde bislang keine höhere Sterblichkeit und kein erhöhtes Risiko für Brustkrebs oder Angiopathie festgestellt. Bei älteren Männern wirken sich auch Vorstufen von Testosteron positiv auf deren Sexualtrieb aus. Andere anabole Steroide wie z. B. Trenbolon, die den Effekt von Testosteron nachahmen, können die Libido ebenfalls erhöhen. Allerdings haben solche Stoffe als Nebeneffekte etwa Hodenatrophie, was den Sexualtrieb vermindern kann, bei längerer Einnahme sogar dauerhaft.

##### Tibolon
Tibolon ist ein synthetisch hergestelltes Steroidhormon, das bei Frauen in der Postmenopause die sexuelle Lust, Erregung und Orgasmusfähigkeit steigern kann.

#### Dopaminerge
Dopaminerge Drogen, wie z. B. Deprenyl, Phenylethylamine, Quineloran, Lisurid, Bromocriptin; Levodopa, Minaprin, Amineptin oder Pramipexol wirken über die Anregung des Neurotransmitters Dopamin oder der Dopamin-Rezeptoren. Diese Drogen können das sexuelle Verlangen erhöhen, bis hin zur Hypersexualität.

##### Bupropion
Bupropion ist ein Antidepressivum, dessen sexuelle Stimulanz durch die Anregung des Limbischen Systems, der Amygdala, des Septums, Hippocampus und Cortex entorhinalis zu wirken scheint. Diese Anregung verstärkt bei sexuellen Aktivitäten die Lust und Empfindlichkeit der Genitalien, wodurch Sinnesreize einfacher in sexuelle Handlungen umgesetzt werden können. Bupropion erhöht nicht die sexuellen Aktivitäten an sich. Der Wirkstoff Bupropion-Hydrochlorid, der unter anderem auch Bestandteil der Antiraucherpille Zyban ist, führte durch zu hohe Dosierung zum Tod.

##### Phenethylamin
Phenethylamin, kurz PEA, ist als körpereigenes Hormon für das Glücksempfinden mitverantwortlich und ist Bestandteil verschiedener Nahrungsmittel wie z. B. Schokolade. Wenngleich PEA in populärer Literatur als Aphrodisiakum genannt wird, gibt es keine wissenschaftlichen Belege für die aphrodisierende Wirkung von PEA durch den Konsum solcher Nahrungsmittel.

#### Melanotropine
Melanozyten-stimulierende Hormone (MSH) regen die Produktion von Melanin in den Pigmentzellen von Haut und Haaren an und können bei Frauen und Männern die Libido und sexuelle Erregung steigern.

##### Bremelanotid
Bremelanotid, früher bekannt als PT-141, wurde in klinischen Versuchen für die Behandlung von Funktionsstörungen der sexuellen Erregung und Erektile Dysfunktion eingesetzt. Dieses Präparat war für beide Geschlechter gedacht. Die Ergebnisse der Vorstudie zeigten eine Wirksamkeit dieser Droge, aber auch einen erhöhten Blutdruck als Nebeneffekt. Aus diesem Grund wurde das alternative Präparat PL-6983 entwickelt.

##### Melanotan II
Melanotan II, ein Bräunungsmittel, zeigte in klinischen Studien aphrodisierende Eigenschaften.

#### Sonstige Drogen

##### Crocin
Crocin ist ein carotinoider Farbstoff, der z. B. in Krokussen vorkommt. In ersten Untersuchungen mit Tieren zeigte Crocin aphrodisierende Eigenschaften und in einer Pilotstudie einen positiven Effekt auf die sexuelle Funktion bei Männern.

##### Oxytocin
Das Hormon Oxytocin beeinflusst die menschlichen Gefühle vielfältig und wird durch gleichmäßige taktile Reize und beim Orgasmus im Körper ausgeschüttet. Es erzeugt z. B. ein Gefühl persönlicher Verbundenheit mit einem Menschen, Wohlgefühle oder Entspannung. Die luststeigernde Wirkung von Oxytocin ist bei Frauen und Männern nachgewiesen.

## Aphrodisiakum in der Kunst
- Der verfilmte Roman Das Parfum erzählt die Geschichte von Jean-Baptiste Grenouille, der ein unwiderstehlich aphrodisierendes Parfum kreiert.
- In der Komödie Was Sie schon immer über Sex wissen wollten, aber bisher nicht zu fragen wagten behandelt Woody Allen u. a. die Frage Wirken Aphrodisiaka?.